# Fissidens euryloma
Fissidens euryloma är en bladmossart som beskrevs av Potier de la Varde 1931. Fissidens euryloma ingår i släktet fickmossor, och familjen Fissidentaceae. Inga underarter finns listade i Catalogue of Life.